# Tanya Tate
Tanya Tate (nascida em 31 de Março de 1979, em Liverpool, Inglaterra) é o nome de artístico de uma modelo inglesa, escritora, cosplayer e atriz pornográfica. Ela entrou na indústria britânica adulta em 2009 e agora divide seu tempo entre Londres e Los Angeles. Seu nome artístico é inspirado pelo seu interesse em histórias em quadrinhos e atribuído da forma que o Stan Lee nomeava seus personagens com a mesma inicial, no seu primeiro e último nome. Tate é mais conhecido por suas aparições no gênero MILF; ela tem nove vitórias no MILF of the Year

## Carreira
Após o começo de sua carreira pornô em 2009, Tate começou a contribuir para uma coluna regular para a revista adulta britânica Ravers DVD em 2010. Ela é talvez mais conhecida por suas contribuições para o gênero MILF da indústria adulta, com inúmeros prêmios. Tate também é conhecida por suas aparições em paródias pornô, tais como Game of Bones (uma paródia adulta de Game of Thrones), The Incredible Hulk XXX, e Iron Man XXX.
Mais tarde, naquele mesmo ano Tate fez manchetes na Irlanda, depois que se descobriu que um dos homens amadores que participaram nas filmagens da série da Televisão X, Tanya Tate’s Sex Tour of Ireland, estava o jogador da Gaelic Athletic Association Greg Jacobs. Tate viajou o campo em uma caravana encontrando homens irlandeses genuínos e filmou pornografia softcore e hardcore. Jacobs negou que ele apareceu no vídeo, mas, em seguida, admitiu: "eu não me arrependo de fazê-lo", observando que ele não queria que seus pais soubessem. Ele apareceu no vídeo por um desafio de seus amigos. a série Tanya Tate's Casting Couch terminou em março de 2013.
Tate dirigiu o seu primeiro filme para a Filly Films chamada Tanya Tate's the MILF Masseuse em 2011. o seu trabalho como diretor para a Filly Films continuou, em 2012, com dois títulos Tanya Tate's Runaways e Tanya Tate's Tea & Muffin Party
Tate é sincera sobre sua indústria e foi citada em uma história sobre os Prêmios AVN 2013 no qual foi indicada para um prêmio. Ela disse, "Se você é mais popular com os fãs, as empresas estão mais propensos a reservar-lhe para a sua produção", "Ser indicada para os prêmios ajudar a construir o seu reconhecimento com a sua base de fãs. As pessoas que ganham artista do ano masculino e feminino são geralmente sólidos, consistente e talentos que estão abertos a muitos 'níveis', e alguns desses artistas já têm maior da taxa básica do que os outros."
Em 5 de dezembro de 2013, Tate foi a anfitriã da 4º Prêmios SHAFTA anual no Superclub em Leicester Square. Ela também foi indicada para vários prêmios naquela noite, e ganhou MILF do Ano, pelo quarto ano consecutivo, em Seguida, em janeiro de 2014, Tate foi a revista Hot Vidéo da França  correspondente a realização das entrevistas do tapete vermelho no AVN Awards.

### Cosplay

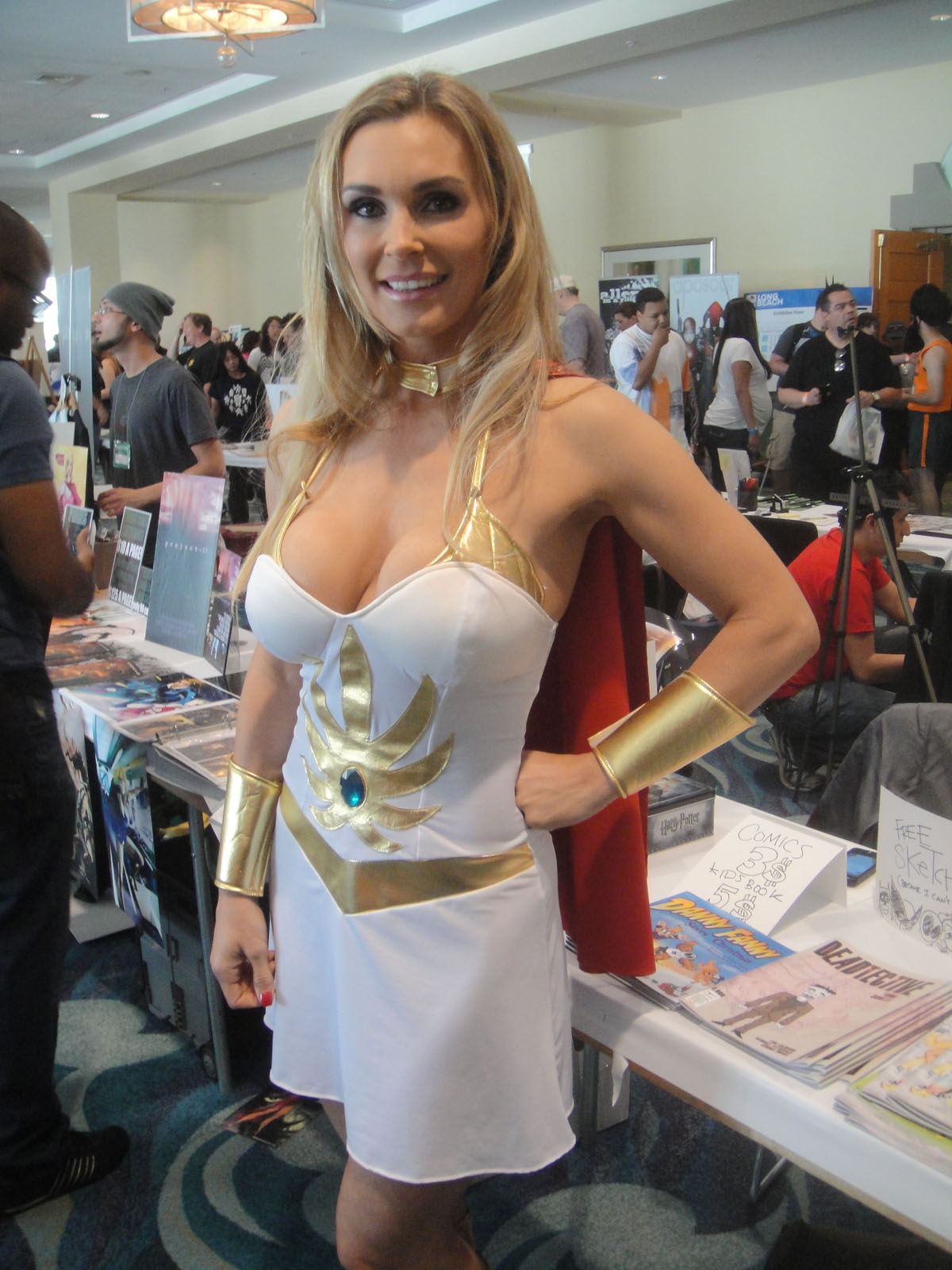
Long Beach Comic Expo 2012 como She-Ra

Desde a sua estreia da convenção San Diego ComicCon 2010, vestida como Emma Frost, Tate ganhou a atenção de vários meios de comunicação, tais como Life, Getty Images, KTLA e o Orange County Register para BleedingCool.com, NerdReactor.com Cosmic Book News e GirlsGoneComic.com. No início do ano, Tate foi caracterizado pela IGN em uma entrevista chamada Tanya Tate: Cosplayer Extraordinaire. Na entrevista, ela explica como o nome artístico, que ela usa para suas performance na indústria adulta foi inspirado pela forma como o roteirista de quadrinhos Stan Lee nomeava seus personagens usando a mesma letra em seu primeiro e último nomes. Tate era também chamada de Cosplay Girl do Mês pelo ComicImpact.com em abril e, em junho, foi selecionada como Critiques4Geeks.com's primeira Geek Gata do Mês.
A aparência de Tate na ComicCon 2010 também resultou na publicação de seu primeiro livro,  Tanya Tate: My Life in Costume. Tate tornou-se um escritor acontribuindo para  websites como WorldOfSuperheroes.com e Geekscape.net. Em 2011, como parte de seu interesse em cosplay e em conjunto com a convenção ComicCon daquele ano, Tate lançou um concurso de design de fantasia. O vencedor ganhou uma encontro em um almoço com Tanya durante a Comic-Con.

### As aparências
Em 2013, Tate foi a modelo da capa para a versão turca da revista FHM. Também nesse ano, ela foi destaque em dois documentários. O primeiro era o de Deborah Anderson documentário e que acompanha livro de arte, AROUSED (ISBN 978-0-9893744-0-8), um filme lançado no cinema revelou a vida de vários artistas da indústria adulta durante a produção do álbum de fotos de Anderson com o mesmo nome. Foi lançado nos cinemas dos EUA no verão de 2013 e internacionalmente em janeiro de 2014. O segundo foi para o programa de televisão de transmissão Channel 4 do Reino Unido Data My Porn Star, onde uma equipe de filmagem acompanhou um dos fãs de Tate da Grã-Bretanha para sua casa em Los Angeles para conhecer a artista.

### Outros empreendimentos
Desde 2011, ela operou um site e blog com temas de cosplay chamado justalottatanya.com. Tate também opera uma empresa de publicidade.
Em 2013, Tate começou com diversas parcerias e empreendimentos cooperativos. Ela anunciou uma linha de action figures, revelou um personagem de quadrinhos co-criado, e o sindicado para HollywoodGoneGeek.com e primeiroComicsNews.com. Em abril de 2014, Lady Titan de Tanya Tate foi introduzido na convenção de cultura pop WonderCon em Anaheim, Califórnia.
Em Março de 2014, uma colaboração foi anunciado entre Tate e o recém-lançado website cougars.xxx  propriedade do Luxembourg com base da empresa Lilly Devine SA. CEO Moriam Hassan Balogun comentou, "Tanya não é apenas uma profissional estabelecida com grandes ideias e uma total compreensão do que fãs de MILF querem, mas também uma grande favorita dentro da indústria".  Em seguida, em abril de 2014, Tate começou apresentandar ao vivo um programa semanal de rádio sobre o canal Vivid rádio da rede Sirius XM Radio chamada Tanya Tate Show.
Tate estreou sua mais recente linha de action figures, um programa chamado My Hero Toys, em outubro de 2014. A nova linha de figuras foi anunciado pelo evento anual de Stan Lee da Comikaze Expo, em Los Angeles.

## Advocacia
Em 2012, Tate apareceu em nome da Free Speech Coalition, em uma conferência de imprensa para o comitê "No on Government Waste", que se opõe à Medida de B do Condado de Los Angeles; iniciativa obrigatória de preservativo e autorização de saúde.
Tate foi citado em um artigo do San Fernando Valley Business Journal para o efeito de que ela desejaria fazer sexo "para se testar até sentir-me confortável para dormir com eles sem um preservativo" acrescentando que o presidente Michael Weinstein da AIDS Healthcare Foundation, "deve ser gastar dinheiro com o tratamento a [AIDS] e educar pessoas comuns sobre como se proteger em vez de ir atrás de uma pequena comunidade que está ciente dos riscos."
Em resposta aos comentários de Samuel Jackson sobre o RedTube, o site de compartilhamento de pornografia grátos, Em uma conferência de imprensa de maio para seu filme de 2014 Capitão América: The Winter Soldier, Tate disse que a pirataria a impacta diretamente porque ela produz seu próprio conteúdo na web. Ela disse, "Gostaria de enviar um catálogo de filmes para adultos que eu dirigi para o Sr. Jackson se ele fosse tão gentil para recuar o comentário".
Em dezembro de 2014, Tate foi sincera sobre novas regulamentações impostas em conteúdo online no Reino Unido. Em uma entrevista, ela declarou, "A ejaculação feminina sendo banida não é apenas uma bofetada no rosto para as mulheres em todo o Reino Unido, mas prova que os homens que fazem essas regras não vêem as mulheres como iguais. Os rapazes podem desfrutar de um bom tiro pop, mas se uma mulher vir, todo o inferno se solta". Outro item listado como conteúdo banido foi "Role-playing como não-adulto", O que levou Tate a declarar: "Você pode dizer:" Oh, você é um menino travesso? " Ou você não pode dizer isso porque você não pode desempenhar papéis como não adultos? Você pode chamar alguém de "garoto travesso" ou você tem que dizer "homem impertinente?" Quem vai monitorar isso? "

## Prêmios e Indicações
| Ano  | Ceremônia        | Resultado | Categoria                                                                    | Trabalho                            |
| ---- | ---------------- | --------- | ---------------------------------------------------------------------------- | ----------------------------------- |
| 2010 | NightMoves Award | Venceu    | Melhor Performance MILF (Escolha do editor)                                  | —                                   |
| 2010 | SHAFTA Award     | Venceu    | MILF do Ano                                                                  | —                                   |
| 2010 | SHAFTA Award     | Venceu    | Melhor Cena de Sexo (com Wayne Scott Fox)                                    | Mummy Mia                           |
| 2011 | AVN Award        | Indicado  | MILF/Cougar Performance do Ano                                               | —                                   |
| 2011 | SHAFTA Award     | Venceu    | MILF do Ano                                                                  | —                                   |
| 2011 | XBIZ Award       | Indicado  | Performance MILF do Ano                                                      | —                                   |
| 2011 | XRCO Award       | Indicado  | MILF do Ano                                                                  | —                                   |
| 2012 | AVN Award        | Indicado  | MILF/Cougar Performance do Ano                                               | —                                   |
| 2012 | NightMoves Award | Venceu    | Melhor Performance MILF (Escolha do editor)                                  | —                                   |
| 2012 | SHAFTA Award     | Venceu    | MILF do Ano                                                                  | —                                   |
| 2012 | XBIZ Award       | Indicado  | Melhor Performance MILF do Ano                                               | —                                   |
| 2012 | XRCO Award       | Indicado  | MILF do Ano                                                                  | —                                   |
| 2013 | AVN Award        | Indicado  | Crossover Estrela do Ano                                                     | —                                   |
| 2013 | AVN Award        | Indicado  | MILF/Cougar Performance do Ano                                               | —                                   |
| 2013 | SHAFTA Award     | Venceu    | Melhor MILF                                                                  | —                                   |
| 2013 | XBIZ Award       | Venceu    | Melhor Performance MILF do Ano                                               | —                                   |
| 2013 | XBIZ Award       | Indicado  | Melhor Atriz Coadjuvante                                                     | Spartacus MMXII The Beginning       |
| 2013 | XRCO Award       | Indicado  | MILF do Ano                                                                  | —                                   |
| 2013 | XRCO Award       | Indicado  | Convencional Mídia Adulta Favorita                                           | —                                   |
| 2014 | AVN Award        | Indicado  | Melhor cena de sexo grupal só garotas (com Belle Noire & Veronica Avluv)     | College Cuties Seduce MILF Beauties |
| 2014 | AVN Award        | Indicado  | Convencional Estrela do Ano[ligação inativa]                                 | —                                   |
| 2014 | AVN Award        | Indicado  | Performance MILF do Ano[ligação inativa]                                     | —                                   |
| 2014 | NightMoves Award | Venceu    | Melhor Performance MILF (Escolha do editor)                                  | —                                   |
| 2014 | XBIZ Award       | Indicado  | Performance MILF do Ano                                                      | —                                   |
| 2014 | XBIZ Award       | Indicado  | Melhor Cena (com James Deen)[ligação inativa]                                | MILFS Seeking Boys 3                |
| 2014 | XBIZ Award       | Indicado  | Estrela da Web do Ano[ligação inativa]                                       | —                                   |
| 2014 | XRCO Award       | Indicado  | MILF do Ano                                                                  | —                                   |
| 2014 | XRCO Award       | Indicado  | Mídia Adulta Convencional Favorita                                           | —                                   |
| 2015 | AVN Award        | Indicado  | Melhor Cena de Sexo em um Produção Estrangeira (com Roxy Mendez & Lexi Lowe) | Brit School Brats 2                 |
| 2015 | XBIZ Award       | Indicado  | Garota/Garota Performance do Ano                                             | —                                   |
| 2015 | XBIZ Award       | Indicado  | Performance MILF do Ano                                                      | —                                   |
| 2015 | XBIZ Award       | Indicado  | Melhor Atriz—Lançamento só garotas                                           | Cosplay Queens and Tied Up Teens    |
| 2016 | XRCO Award       | Venceu    | Melhor Performance Lésbica                                                   | —                                   |

## Vida pessoal
Tate afirmou que ela é bi-curiosa. Ela também é uma fã do Liverpool Football Club Tate é uma cosplay entusiasta e usa um alter ego com o nome de Lady Titan. Em 16 de junho de 2017, Tate anunciou que estava grávida.

## Ligações Externas
- Sítio oficial
- Tanya Tate. no IMDb.
- Tanya Tate no Internet Adult Film Database
- «Tanya Tate» (em inglês) no Adult Film Database